# Semelhe
Semelhe ist ein Ort und eine ehemalige Gemeinde (Freguesia) im Norden Portugals.

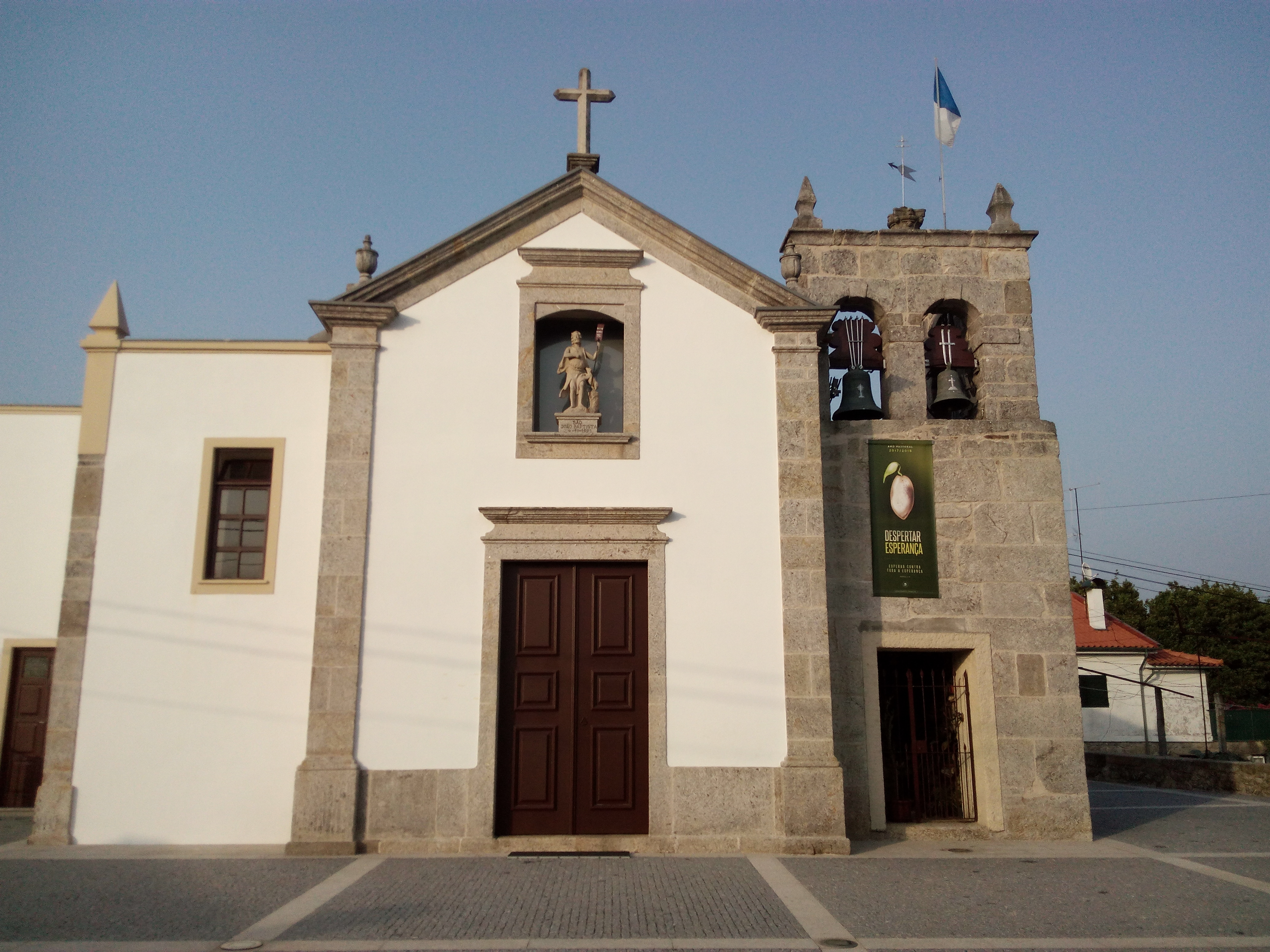
Kirche von Semelhe

Semelhe gehört zum Kreis und zur Stadt (pt: Cidade) Braga im Distrikt Braga. Die Gemeinde hatte eine Fläche von 3 km² und 782 Einwohner (Stand 30. Juni 2011).
Am 29. September 2013 wurden die Gemeinden Semelhe, Real und Dume zur neuen Gemeinde União das Freguesias de Real, Dume e Semelhe zusammengeschlossen.